# Vareilles (Yonne)
Vareilles ist eine Ortschaft und eine ehemalige französische Gemeinde mit 232 Einwohnern (Stand 1. Januar 2022) im Département Yonne in der Region Bourgogne-Franche-Comté (vor 2016 Bourgogne). Sie gehörte zum Arrondissement Sens und zum Kanton Brienon-sur-Armançon (bis 2015 Villeneuve-l’Archevêque). Die Einwohner werden Vareillois genannt.
Vareilles wurde mit Wirkung vom 1. Januar 2016 mit den früheren Gemeinden Theil-sur-Vanne und Chigy zur Commune nouvelle Les Vallées de la Vanne zusammengeschlossen und übt in der neuen Gemeinde den Status einer Commune déléguée aus.

## Lage
Vareilles liegt etwa 16 Kilometer ostsüdöstlich von Sens.

## Bevölkerungsentwicklung
| Jahr                       | 1962 | 1968 | 1975 | 1982 | 1990 | 1999 | 2006 | 2013 |
| Einwohner                  | 186  | 151  | 120  | 152  | 174  | 199  | 199  | 238  |
| Quellen: Cassini und INSEE |      |      |      |      |      |      |      |      |

## Sehenswürdigkeiten
- Kirche Saint-Maurice
- Gutshof Les Prés, Monument historique

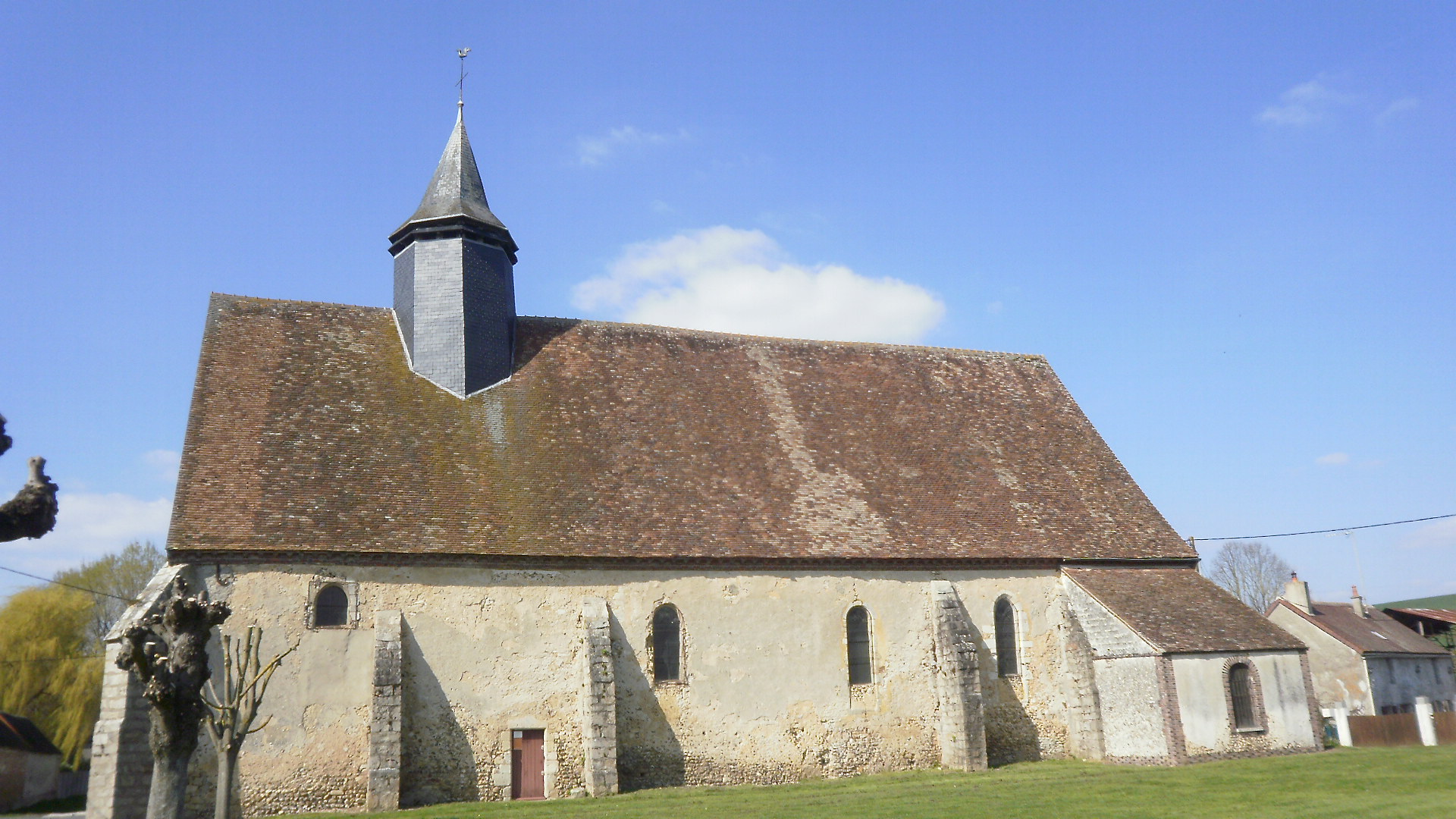
Kirche Saint-Maurice
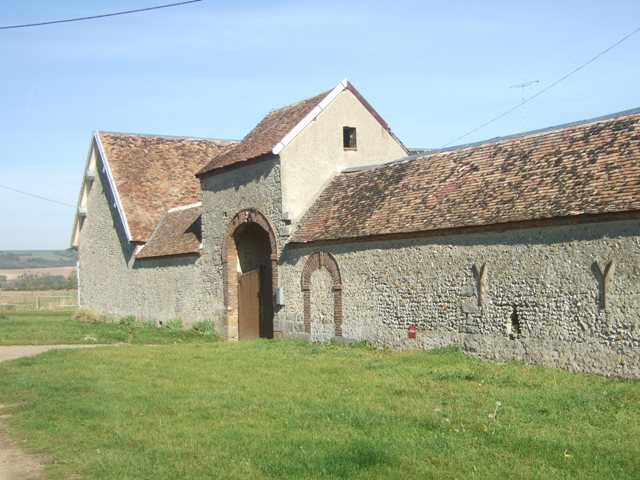
Gutshof Les Prés